# Посластичарница „Пеливан” (Београд)
Посластичарница „Пеливан” је посластичарница оријенталног стила у Београду, главном граду Србије. Једна од најпознатијих београдских посластичарница.
Основана је 24. маја 1851. и најстарија је посластичарница у граду која још ради и то под истим именом и у власништву исте породице од оснивања. Некада је снабдевала Краљевски двор Србије пецивом. О њој је писао српски нобеловац Иво Андрић. Уз Кафану „Знак питања”, једна је од најстаријих места за пружање угоститељских услуга у граду.
Радња је постала синоним за врхунско пециво Београда, а посебно сладолед. Названа је једном од ретких преосталих „историјских нити” која повезује модерни град са периодом уставобранитеља (1842—1858) и „традицијом која је надживела две краљевске династије, комунизам и неколико држава”.

## Локација
Објекат је на адреси Булевар краља Александра бр. 20. Налази се у близини раскрснице улица Булевар, Таковска и Кнеза Милоша, тачно преко пута палате Главне поште и Уставног суда Србије. Сама радња граничи се с новом, напуштеном зградом с десне стране и амбасадом Чешке Републике с леве стране. Празна зграда била је локација некада чувене београдске кафане „Три листа дувана”. Преко пута, на североистоку, налазе се црква Светог Марка и парк Ташмајдан. У близини су и Пионирски парк и Дом Народне скупштине Републике Србије.

## Историја

### Порекло и оснивање
Мустафа Пеливан, оснивач радње, био је Горанац, пореклом из села Зли Поток у близини градског насеља Драгаш у Гори, јужно од Призрена. У Београд је стигао као улични продавац бозе и сладоледа, али је био надарен и за рвање,што је у то време био популаран спорт у Османском царству. Мустафа је почетни капитал стекао победама на такмичењима у рвању. Проглашен је за „најбољег рвача у Србији” након победе над тадашњим прваком Османског царства и тада је узео Пеливан као породично презиме,што у преводу са Турског значи рвач. Том победом је стекао почетни капитал који је уложио у посластичарницу. Тада је рвање значило да ће учесници „обући кожне гаће, подмазати се уљем и борити се”. Горанци, исламизовано словенско становништво, познати су као изврсни кувари пецива и посластица. Отворена 24. маја 1851, радња је била једна од ретких у Београду. Мустафа је мешао сладолед у кофи напуњеној ледом.

### Стара радња (1851—1941)
Радња се у почетку налазила у близини Стамбол-капије. Тада је кварт био познат под именом Зерек или горњи део четврти Дорћол. Објекат је био смештен на месту данашњег савременог тржног центра Стакленац, на платоу др Зорана Ђинђића на Тргу Републике у центру града. Године 1868, 17 година касније, монументални објекат Народног позоришта у Београду саграђен је скоро преко пута локала. Трговина је порасла, па су отворене још две посластичарнице. Мустафу је наследио син Мехмед Пеливановић, а затим унук Малић Пеливановић. Место је с временом постало прилично познато. Радња је снабдевала Краљевски двор Карађорђевића алвом и награђена је Краљевском потврдом Југославије 1936. Породица је стекла углед, па је Малић Пеливановић изабран за посланика у Скупштини Југославије после Првог светског рата.

### Садашња радња (1941—данас)
Малића је наследио рођак Азир Пеливановић (преминуо 24. маја 1994). Београдска посластичара почела је да служи сладолед у куглама. Стара радња уништена је током немачког бомбардовања Београда 6. априла 1941. Азир је одлучио да почне испочетка. Дана 22. августа 1941. отворио је нову радњу на тренутној локацији. Производња је потпуно обновљена до краја 1941. По завршетку рата, Азир је успео да набави најновије машине за сладолед из Италије и смислио је рецепт. Плашио се да би нове комунистичке власти могле да му одузму радњу у масовном таласу национализације имовине коју су спроводиле. Одузели су му власништво над земљом у Славији и задржали га у притвору неко време. На парцели у Славији налазила се кућа коју је Азир планирао да користи као другу радњу. Власти су зауставили даље ширење пословања, али с временом чланови нове комунистичке елите, не само локални из Београда, већ и из Хрватске и Словеније, постали су редовне муштерије. Азир се посветио и образовању поколења посластичара који су касније почели да оснивају предузећа широм Србије и Југославије.

Навали народе, ево боза, лимунада, сладолед, баклава, има још, ко да грош, душу слади, умор вади!
— стари комерцијални слоган

 Ново златно доба „Пеливана” било је у периоду од 1950-их до почетка 1980-их. До 1980. објекат је продавао 250 килограма сладоледа и 600 литра бозе дневно. Кафана „Три листа дувана” која се налазила поред локала, срушена је крајем 1980-их како би се уступило место новом хотелу Хилтон, али због ратова који су уследили, пројекат је одбачен. Пре него што се 2000-их није саградила нова, савремена зграда (која је остала празна), на том месту налазило се монтирано паркиралиште. Због економског колапса државе, продавница је била у тешкој финансијској ситуацији крајем 1980-их и 1990-их. Будући да је стопа криминала порасла, као и на бројним другим местима, продавница је постала плен рекеташа. Азирина ћерка Сеија и њен супруг Ахмад ал Шукеир (који се из Сирије преселио у Београд 1980. да би студирао медицину) водили су продавницу у овом раздобљу.
Политичким променама 2000-их почео је период транзиције који је многим људима одузео радна места и приходе, па је посао остао непредвидив, али је постепено почео да се побољшава. Током 2010-их посао је преузела најмлађа генерација, Сухаиб ал Шукеир (рођен 1982) и браћа Бара и Мусаб, синови преминуле Сеије, и Ахмад који се вратио у Дамаск.

## Делокруг
Сладолед „Пеливана” често се назива најбољим у Београду. Радња је позната по бесплатном давању сладоледа на одређене датуме, обележавању годишњица или комеморисању датума из живота претходних власника.
Српски књижевник Иво Андрић писао је о посластичарници у свом делу Знакови поред пута. Описао ју је „обавезном станицом” у Београду. Постала је омиљена посластичарница бројних глумаца, политичара (с обзиром на то да је Народна скупштина близу), писаца и туриста, као што су Данило Бата Стојковић, Никола Симић и Предраг Ејдус. Стојковић ју је посећивао скоро сваки дан и био је познат по томе што је увео ред који се у то време протезао до улице Кнеза Милоша. Локал се, са старим комерцијалним слоганом, помиње у основношколском уџбенику Стари занати.
Рецепт чувеног сладоледа у „Пеливану” који је осмислио Азир Пеливановић још увек је тајна. Преносио се с генерације на генерацију. Само су тадашњи власници упознати с њим и лично припремају смесу од које се прави сладолед. До деведесетих година прошлог века у радњи су били запослени само рођаци. Откривено је да се почетком 21. века прављење сладоледа углавном пребацило на нове технике (италијански стил) и састојке због којих сладолед изгледа и има укус као паста, али је „Пеливан” задржао оригинални рецепт с млеком и јајима.